# Hollerich
Hollerich (en luxemburguès: Hollerech ) és un dels 24 barris de la ciutat de Luxemburg. El 2014 tenia 6.755 habitants.
Es troba a prop del centre de la ciutat, directament al sud-oest de Ville Haute. Les primeres fàbriques de ceràmica de Villeroy & Boch es trobaven a Hollerich. Va existir abans de 2001, un club de futbol amb seu al barri: la Unió Esportiva Hollerich, que a través de dues fusions successives es va integrar en el Racing Football Club Union Luxemburg.

## Història
Hollerich va ser una ciutat del cantó de Luxemburg fins al 27 de març 1920, quan es va incorporar a la ciutat de Luxemburg junt amb Hamm i Rollingergrund. Del 7 d'abril 1914 fins a la dissolució de la municipalitat, parts de la ciutat que inclou l'àrea urbana d'Hollerich i Bonnevoie van rebre el títol de ciutat i van formar la secció Hollerich-Bonnevoie.